# هربرت استوارت
هربرت استوارت (انگلیسی: Herbert Stewart؛ ۳۰ ژوئن ۱۸۴۳ – ۱۶ فوریه ۱۸۸۵) فرد نظامی اهل پادشاهی متحد بریتانیای کبیر و ایرلند بود. وی همچنین برندهٔ جوایزی همچون نشان حمام شده‌است.